# Brizinae
Brizinae, podtribus trava, dio tribusa Poeae. Sastoji se od dva roda, Airopsis i Briza (hrvatski: treslica), s ukupno šest priznatih vrsta. Po životnom obliku su terofiti (4 vrste) i hemikriptofiti (2 vrste).
U Hrvatskoj rastu tri vrste, sve su predstavnici treslica.

## Rodovi
1. Airopsis Desv. (1 sp.)
2. Briza L.  (3 spp.)